# Rovt pod Menino
Rovt pod Menino este o localitate din comuna Nazarje, Slovenia, cu o populație de 110 locuitori.